# Karl-Skraup-Preis
Der Karl-Skraup-Preis war ein Theaterpreis, der vom Volkstheater Wien in Kooperation mit der Bank für Arbeit und Wirtschaft und Österreichische Postsparkasse AG (BAWAG) seit 1967 an herausragende Ensemblemitglieder am Wiener Volkstheater verliehen wurde.
Der Karl-Skraup-Preis wurde in Erinnerung an den großen Wiener Volksschauspieler Karl Skraup, der am Wiener Volkstheater vor allem in Rollen von Nestroy-, Raimund- und Anzengruber-Stücken tätig war, benannt. Der Preis wurde jährlich von einer aus Theaterkritikern, Journalisten und Kulturschaffenden bestehenden unabhängigen Jury in vier Kategorien – bester Schauspieler, Regisseur, Bühnenbildner, Nachwuchsdarsteller – vergeben. Der Preis war mit insgesamt mit 9.000 Euro dotiert, welche von der BAWAG gestiftet werden.
Der Karl-Skraup-Preis wurde 2011 in den Dorothea-Neff-Preis umgewidmet. Die Verleihung des ersten Dorothea-Neff-Preises fand am 21. Oktober 2011 im Volkstheater Wien statt.

## Karl-Skraup-Preisträger

### Beste schauspielerische Leistung
- 1967/1968 Herbert Propst
- 1968/1969 Heinz Petters
- 1969/1970 Harry Fuss
- 1970/1971 Michael Heltau
- 1971/1972 Kitty Speiser
- 1972/1973 Rudolf Strobl
- 1973/1974 Peter Hey
- 1974/1975 Eugen Stark
- 1975/1976 Dolores Schmidinger
- 1976/1977 Brigitte Swoboda
- 1977/1978 Ernst Meister
- 1978/1979 Walter Langer
- 1979/1980 Georg Trenkwitz
- 1980/1981 Elisabeth Epp
- 1981/1982 Hermann Schmid
- 1982/1983 Gertrud Roll
- 1983/1984 Uwe Falkenbach
- 1984/1985 Erwin Ebenbauer
- 1985/1986 Wolfgang Böck
- 1986/1987 Fritz Holzer
- 1987/1988 Adolf Lukan
- 1988/1989 Fritz Hammel
- 1989/1990 Cornelia Lippert
- 1990/1991 Hilde Sochor
- 1991/1992 Andrea Eckert
- 1992/1993 Michael Rastl
- 1993/1994 Toni Böhm
- 1994/1995 Birgit Doll
- 1995/1996 Thomas Stolzeti
- 1996/1997 Andrea Eckert
- 1997/1998 Rudolf Jusits
- 1998/1999 Meriam Abbas
- 1999/2000 Elisabeth Rath
- 2000/2001 Wolfgang Hübsch
- 2001/2002 Maria Bill
- 2002/2003 Rainer Frieb
- 2003/2004 Erwin Steinhauer
- 2004/2005 Toni Böhm
- 2005/2006 Silvia Fenz
- 2006/2007 Marcello de Nardo
- 2007/2008 Günter Franzmeier
- 2008/2009 Raphael von Bargen
- 2009/2010 Maria Bill

### Beste Regie/Bühnenbild
- 1967/1968 Gustav Manker
- 1968/1969 Leon Epp
- 1969/1970 Rudolf Kautek
- 1970/1971 Vaclav Hudecek
- 1971/1972 Bernd Fischerauer
- 1972/1973 Gustav Manker
- 1973/1974 Spyro A. Evangelatos
- 1974/1975 Hans Jaray
- 1975/1976 Vaclav Hudecek
- 1976/1977 Maxi Tschunko
- 1977/1978 Rolf Langenfass
- 1978/1979 Bernd Palma
- 1979/1980 Georg Trenkwitz
- 1980/1981 Fritz Zecha
- 1981/1982 Herbert Kreppel
- 1982/1983 Dietmar Pflegerl
- 1983/1984 Peter Wolsdorff
- 1984/1985 Peter M. Preissler
- 1985/1986 Hans Hoffer
- 1986/1987 Gerd Heinz
- 1987/1988 Torsten Fischer und Herbert Schäfer
- 1988/1989 Rudolf Jusits
- 1989/1990 Piet Drescher
- 1990/1901 Kurt Josef Schildknecht
- 1991/1992 Emmy Werner
- 1992/1993 Stephan Bruckmeier
- 1993/1994 Helmut Wiesner
- 1994/1995 Beverly Blankenship
- 1995/1996 Michael Gruner
- 1996/1997 Michael Schottenberg
- 1997/1998 Arie Zinger
- 1998/1999 Michael Kreihsl
- 1999/2000 Anselm Weber
- 2000/2001 Georg Schmiedleitner
- 2001/2002 Michael Schottenberg
- 2002/2003 Alexander Kubelka
- 2003/2004 Hans Kudlich
- 2004/2005 Torsten Fischer
- 2005/2006 Nuran David Calis
- 2006/2007 Ramin Gray
- 2007/2008 Georg Schmiedleitner
- 2008/2009 Michael Schottenberg
- 2009/2010 Thomas Schulte-Michels

### Bester Nachwuchs/Nebenrolle
- 1967/1968 Dolores Schmidinger und Dieter Berner
- 1968/1969 Silvia Fenz
- 1969/1970 Regine Felden
- 1970/1971 Brigitte Swoboda
- 1971/1972 Benno Smytt
- 1972/1973 Helene Lauterböck
- 1973/1974 Heidi Picha
- 1974/1975 Karlheinz Hackl
- 1975/1976 Maria Englstorfer
- 1976/1977 Gerti Gunsam
- 1977/1978 Manfred Jaksch
- 1978/1979 Peter Vilnai
- 1979/1980 Ulli Maier
- 1980/1981 Erika Mottl
- 1981/1982 Ulrike Jackwerth
- 1982/1983 Hans Piesbergen
- 1983/1984 Andrea Spatzek
- 1984/1985 Konstanze Breitebner
- 1985/1986 Julia Gschnitzer
- 1986/1987 Peter Faerber
- 1987/1988 Bernhard Schir
- 1988/1989 Cornelius Obonya
- 1989/1990 Viktoria Schubert
- 1990/1991 Babett Arens
- 1991/1992 Franziska Sztavjanik
- 1992/1993 Gerhard Steffen
- 1993/1994 Brigitte Swoboda
- 1994/1995 Günter Franzmeier
- 1995/1996 Magdalena Felixa
- 1996/1997 Hasija Boric
- 1997/1998 Chris Pichler
- 1998/1999 Erika Mottl
- 1999/2000 Anna Franziska Srna
- 2000/2001 Stephanie Mohr und Christoph Zadra
- 2001/2002 Florian Teichtmeister
- 2002/2003 Julia Cencig
- 2003/2004 Xaver Hutter
- 2004/2005 Erni Mangold
- 2005/2006 Jennifer Frank
- 2006/2007 Katharina Straßer
- 2007/2008 Beatrice Frey
- 2008/2009 Claudius von Stolzmann
- 2009/2010 Thomas Meczele

### Publikumspreis
- 2008/2009 Katharina Straßer
- 2009/2010 Andreas Vitásek